# 115-й отдельный гвардейский миномётный дивизион реактивной артиллерии
115-й отдельный гвардейский миномётный дивизион (реактивной артиллерии)  — воинская часть в  вооружённых силах СССР во время Великой Отечественной войны.

## История
Дивизион формировался в Алабино с января 1942 года. На вооружении 8 пусковых установках М-13 «Катюша».
В составе действующей армии с 17 февраля 1942 по 16 октября 1942,  с 5 ноября 1942 по 21 октября 1943, с 15 февраля 1944 по 6 апреля 1944 и с 29 апреля 1944 по 9 мая 1945 года.
По формировании направлен на Ленинградский фронт, разгрузился в Волхове и приступил к боям, в ходе которых, будучи приданным 4-му гвардейскому стрелковому корпусу, поддерживает его войска в прорыве обороны между Погостье и Посадниковым Островом. Действует в указанном районе до августа 1942 года, после чего переброшен севернее для участия в Синявинской наступательной операции. Ведёт огонь по противнику до 25 сентября 1942 года, базируясь в двух километрах западнее Гайтолово, после чего отведён в тыл, поступил в резерв фронта, а затем в резерв Ставки ВГК.
К началу контрнаступления под Сталинградом переброшен на Дон, приблизительно на подступы к Богучару, очевидно оставаясь в распоряжении 4-го гвардейского стрелкового корпуса и с декабря 1942 года, поддерживает огнём его наступление в направлении Чертково - Старобельск - Лисичанск - Лозовая. На 6 февраля 1943 года находится в Славянском районе близ деревни Семёновка-Мостовая. Вероятно, что вместе с корпусом попал в окружение, в течение марта-мая 1943 года восстанавливается в резерве фронта, в августе 1943 года принимает участие в Донбасской операции.
В середине сентября 1943 года был передан в 11-й танковый корпус, и начав с ним бои под Мелитополем, оставался в его составе до конца войны, закончив её в Берлине. 
После войны вошёл в состав 23-й гвардейской тяжёлой гаубичной артиллерийской бригады.

## Подчинение
| Дата            | Фронт (округ)                                              | Армия                 | Корпус               | Дивизия | Полк | Примечания |
| --------------- | ---------------------------------------------------------- | --------------------- | -------------------- | ------- | ---- | ---------- |
| 01.02.1942 года | Московский военный округ                                   | -                     | -                    | -       | -    | -          |
| 01.03.1942 года | Ленинградский фронт                                        | -                     | -                    | -       | -    | -          |
| 01.04.1942 года | Ленинградский фронт                                        | 54-я армия            | -                    | -       | -    | -          |
| 01.05.1942 года | Ленинградский фронт (Группа войск Волховского направления) | 54-я армия            | -                    | -       | -    | -          |
| 01.06.1942 года | Ленинградский фронт (Волховская группа войск)              | 54-я армия            | -                    | -       | -    | -          |
| 01.07.1942 года | Волховский фронт                                           | 54-я армия            | -                    | -       | -    | -          |
| 01.08.1942 года | Волховский фронт                                           | 54-я армия            | -                    | -       | -    | -          |
| 01.09.1942 года | Волховский фронт                                           | -                     | -                    | -       | -    | -          |
| 01.10.1942 года | Волховский фронт                                           | 2-я ударная армия     | -                    | -       | -    | -          |
| 01.11.1942 года | Резерв Ставки ВГК                                          | -                     | -                    | -       | -    | -          |
| 01.12.1942 года | Юго-Западный фронт                                         | 1-я гвардейская армия | -                    | -       | -    | -          |
| 01.01.1943 года | Юго-Западный фронт                                         | 1-я гвардейская армия | -                    | -       | -    | -          |
| 01.02.1943 года | Юго-Западный фронт                                         | 1-я гвардейская армия | -                    | -       | -    | -          |
| 01.03.1943 года | Юго-Западный фронт                                         | -                     | -                    | -       | -    | -          |
| 01.04.1943 года | Юго-Западный фронт                                         | -                     | -                    | -       | -    | -          |
| 01.05.1943 года | Юго-Западный фронт                                         | -                     | -                    | -       | -    | -          |
| 01.06.1943 года | Юго-Западный фронт                                         | 6-я армия             | -                    | -       | -    | -          |
| 01.07.1943 года | Юго-Западный фронт                                         | 6-я армия             | -                    | -       | -    | -          |
| 01.08.1943 года | Юго-Западный фронт                                         | -                     | -                    | -       | -    | -          |
| 01.09.1943 года | Юго-Западный фронт                                         | -                     | -                    | -       | -    | -          |
| 01.10.1943 года | Южный фронт                                                | -                     | 11-й танковый корпус | -       | -    | -          |
| 01.11.1943 года | Резерв Ставки ВГК                                          | -                     | 11-й танковый корпус | -       | -    | -          |
| 01.12.1943 года | Резерв Ставки ВГК                                          | -                     | 11-й танковый корпус | -       | -    | -          |
| 01.01.1944 года | Резерв Ставки ВГК                                          | -                     | 11-й танковый корпус | -       | -    | -          |
| 01.02.1944 года | Резерв Ставки ВГК                                          | -                     | 11-й танковый корпус | -       | -    | -          |
| 01.03.1944 года | 1-й Украинский фронт                                       | 13-я армия            | 11-й танковый корпус | -       | -    | -          |
| 01.04.1944 года | 1-й Украинский фронт                                       | 13-я армия            | 11-й танковый корпус | -       | -    | -          |
| 01.05.1944 года | 1-й Белорусский фронт                                      | -                     | 11-й танковый корпус | -       | -    | -          |
| 01.06.1944 года | 1-й Белорусский фронт                                      | -                     | 11-й танковый корпус | -       | -    | -          |
| 01.07.1944 года | 1-й Белорусский фронт                                      | -                     | 11-й танковый корпус | -       | -    | -          |
| 01.08.1944 года | 1-й Белорусский фронт                                      | -                     | 11-й танковый корпус | -       | -    | -          |
| 01.09.1944 года | 1-й Белорусский фронт                                      | 69-я армия            | 11-й танковый корпус | -       | -    | -          |
| 01.10.1944 года | 1-й Белорусский фронт                                      | 69-я армия            | 11-й танковый корпус | -       | -    | -          |
| 01.11.1944 года | 1-й Белорусский фронт                                      | 69-я армия            | 11-й танковый корпус | -       | -    | -          |
| 01.12.1944 года | 1-й Белорусский фронт                                      | 69-я армия            | 11-й танковый корпус | -       | -    | -          |
| 01.01.1945 года | 1-й Белорусский фронт                                      | 69-я армия            | 11-й танковый корпус | -       | -    | -          |
| 01.02.1945 года | 1-й Белорусский фронт                                      | -                     | 11-й танковый корпус | -       | -    | -          |
| 01.03.1945 года | 1-й Белорусский фронт                                      | 8-я гвардейская армия | 11-й танковый корпус | -       | -    | -          |
| 01.04.1945 года | 1-й Белорусский фронт                                      | 8-я гвардейская армия | 11-й танковый корпус | -       | -    | -          |
| 01.05.1945 года | 1-й Белорусский фронт                                      | 5-я ударная армия     | 11-й танковый корпус | -       | -    | -          |

## Командование
майор / подполковник Маяцкий Фёдор Павлович (с 3.1942), капитан Волынский Борис Николаевич (с 1.1943), майор Варакса Евгений Антонович (1945), подполковник Миничкин Александр Васильевич (с 1946);